# نیکولای دیمیتروف (بازیکن فوتبال، زاده ۱۹۹۰)
نیکولای دیمیتروف (بلغاری: Николай Димитров؛ زادهٔ ۱۵ ژوئن ۱۹۹۰) بازیکن فوتبال اهل بلغارستان است.
از باشگاه‌هایی که در آن بازی کرده است می‌توان به باشگاه فوتبال بوتو پلوودیو اشاره کرد.